# アドリエ・ボヘルス
アドリエ・ボヘルス（アドリー・ボーヘルス、Adrie Bogers、1965年5月4日 - ）は、オランダ・ブレダ出身の元サッカー選手、サッカー指導者。
2011年、浦和レッドダイヤモンズのゼリコ・ペトロビッチ監督の下で、同クラブのアシスタントコーチを務めた。